# Thomas Corneille
Thomas Corneille, född 20 augusti 1625 i Rouen, död 8 december 1709 i Les Andelys, fransk dramatiker, bror till Pierre Corneille.
Corneille ägnade sig tidigt åt dramatiskt författarskap, men blev såsom skald knappast någonting mer än en efterbildare av sin bror samt av Racine och andra samtida. Av hans dramatiska arbeten, mer än fyrtio till antalet och till en stor del bearbetningar från spanskan, väckte flera på sin tid ganska stor uppmärksamhet, men är nu nästan helt och hållet glömda. De förnämsta är
Timocrate (1656), Ariane (1672) och Le comte d’Essex
(1678). Även som språkforskare gjorde Corneille sitt namn känt. Sedan han 1685, efter enhällig kallelse, intagit broderns plats i franska akademien, bidrog han flitigt till dess ordboksarbete och utgav därjämte,
samma år som dettas första upplaga offentliggjordes
(1694), ett eget verk, Dictionnaire des arts et des sciences, vilket skulle tjäna som supplement
till akademiens ordbok. 1708 utkom hans 
Dictionnaire géographique et historique, vilken kan betraktas som grundvalen till Diderots encyklopedi.